# Ferenbalm
Ferenbalm (tiếng Pháp: Les Baumettes) là một đô thị ở huyện Laupen ở bang Bern ở Thụy Sĩ. Đô thị này có diện tích 9,18 km², dân số năm tháng 12 năm 2018 là 1260 người.
Ferenbalm nằm trên một cao nguyên giữa các sông Saane và Bibern. Đô thị này không có thị xã trung tâm mà chỉ có các làng Ferenbalm, Vogelbuch, Kleingümmenen, Rizenbach, Biberen, Jerisberg, Jerisberghof, Haselhof and the exclave Gammen.